# فرناندو توريس غراسيانو
فرناندو توريس غراسيانو (بالإسبانية: Fernando Torres Graciano)‏ هو سياسي مكسيكي، ولد في 27 أغسطس 1970 في ليون في المكسيك. حزبياً، نشط في حزب العمل الوطني. وقد انتخب عضو مجلس الشيوخ من المكسيك.